# A Change of Seasons
A Change of Seasons är en EP av det amerikanska progressiv metal/progressiv rock-bandet Dream Theater, utgiven 1995 av skivbolaget EastWest. Det är den första av bandets skivor som keyboardisten Derek Sherinian medverkar på.
Skivan består utöver titelspåret av liveinspelade covers. Även om den betraktas som en EP är den tidsmässigt totalt sett längre än många fullängdsalbum.

## Låtlista
1. "A Change of Seasons" – 23:09
  1. "The Crimson Sunrise"
  2. "Innocence"
  3. "Carpe Diem"
  4. "The Darkest of Winters"
  5. "Another World"
  6. "The Inevitable Summer"
  7. "The Crimson Sunset"
2. "Funeral for a Friend"/"Love Lies Bleeding" (Elton John-covere, live) – 10:49
3. "Perfect Strangers" (Deep Purple-cover, live) – 5:33
4. "The Rover"/"Achilles Last Stand"/"The Song Remains the Same" (Led Zeppelin-covere, live) – 7:28
5. "The Big Medley" (live) – 10:34

"The Big Medley" innehåller bitar från låtarna "In the Flesh?" (Pink Floyd-cover), "Carry On Wayward Son" (Kansas-cover), "Bohemian Rhapsody" (Queen-cover), "Lovin', Touchin', Squeezin'" (Journey-cover), "Cruise Control" (Dixie Dregs-cover) och "Turn It On Again" (Genesis-cover).

## Medverkande
Dream Theater
- James LaBrie – sång
- John Myung – basgitarr
- John Petrucci – gitarr
- Mike Portnoy – trummor
- Derek Sherinian – keyboard

Bidragande musiker
- David Rosenthal – keyboard-programmering

Produktion
- David Prater – producent, ljudmix
- Dream Theater – producent
- Doug Oberkircher – ljudtekniker, ljudmix
- Robert Siciliano – assisterande ljudtekniker
- Ted Jensen – mastering
- Larry Freemantle – omslagsdesign
- Storm Thorgerson – omslagskonst
- Joseph Cultice – foto